# TORFL
TORFL(러시아어: ТРКИ, Тест по русскому языку как иностранному)은 러시아어 능력 인증 시험으로서 외국인을 위한 러시아어 능력을 평가하는 시험이다.
러시아 연방 정부 산하 러시아어 능력 평가센터에서 처음 시행되었다. 기초 단계에서 4단계까지 총 여섯단계로 나뉘어 있으며 시험 과목은 어휘•문법, 읽기, 듣기, 쓰기, 말하기의 다섯 영역으로 구성되어 있다. 현재 토르플은 러시아 내 대학교의 입학 시험, 국내 기업체, 연구소, 언론사 등에서 신입사원 채용 시험 및 직원들의 러시아어 실력 평가를 위한 방법으로 채택되고 있다.

## 시험 상세

### 응시일정
보통 한 달에 두 번, 서울과 부산에서 각각 1회씩 시험이 치러진다.

### 응시료
| 01. 기초/기본단계 02. 1단계 03. 2단계 04. 3단계 | 160,000원 / 70,000원(부분 1개 영역당) 180,000원 / 80,000원(부분 1개 영역당) 200,000원 / 90,000원(부분 1개 영역당) 220,000원 / 100,000원(부분 1개 영역당) |

### 응시 단계
| 01. 기초 단계 Элементарный уровень | 어휘수 750   | 기초 단계 인증서는 응시자가 가장 기초적인 의사소통이 가능함을 증명해 주는 단계다. 이 시험의 합격은 수험자가 일상생활의 일정한 상황에서 기본적인 의사소통이 충분히 가능한 기초적 인 단계의 수준을 지니고 있는지의 사실을 보여준다. |
| 02. 기본 단계 Базовый уровень      | 어휘수 1300  | 토르플 기본 단계 인증서는 응시자의 러시아어 구사 능력이 초급 수준임을 증명하며, 이 시험의 합격은 수험자가 사회의 생활풍습과 사회, 문화적인 환경의 일정한 상황에서 자신의 기본적인 의사소통이 충분히 가능하다는 기본적인 단계의 수준을 지니고 있다는 사실을 증명해준다. |
| 03. 1 단계 Первый уровень          | 어휘수 2300  | 이 시험의 합격은 수험자가 외국어로서 러시아어의 국가적인 기준에 일치하는 사회의 생활 풍습과 사회, 문화와 전문적인 분야에서 기본적인 의사소통이 충분히 가능하다는 중간 단계의 수준을 지니고 있다는 사실을 증명해준다. 뿐만 아니라 본 1단계의 인증서를 획득한 외국인은 러시아의 각 대학에 입학할 수 있는 자격을 부여받게 된다. 즉, 1급 인증서를 획득하면, 원칙적으로 각 대학의 1년 과정 의 예비학부를 거치지 않고 바로 대학에 입학할 수 있다. 따라서 토르플 1단계는 러시아의 각 대학에 입학하는 데 필요한 필수 단계라고 할 수 있다. |
| 04. 2 단계 Второй уровень          | 어휘수 10000 | 이 시험의 합격은 수험자가 상당 수준의 의사소통 능력을 보유하고 있음을 증명하며, 인문학(어문학 부를 제외한), 공학, 자연과학 등의 전문적 분야의 전문가로서 러시아어로 전문적인 일을 하는 사회의 모든 영역에서 기본적인 의사소통이 충분히 가능하다는 높은 단계의 수준을 지니고 있다는 사실을 확증해준다. 이 단계의 인증서는 러시아 대학에서 주는 학사와 석사 학위를(диплом бакалавра или магистра, 어문학부의 학사와 석사를 제외한) 받기 위해 반드시 필요하다.                                                                       |
| 05. 3 단계 Третий уровень          | 어휘수 12000 | 이 시험의 합격은 수험자가 사회의 모든 영역에서와 러시아어로 어문학에 관련된 전문적 분야에서 기본적인 의사소통이 충분히 가능하다는 높은 단계의 수준을 지니고 있다는 사실을 증명해준다. 이 단계의 인증서는 러시아 대학에서 주는 어문학 학사 학위(диплом бакалавра-филолога)을 받기 위해 반드시 필요하다. |
| 06. 4 단계 Четвертый уровень       | 어휘수 20000 | 토르플 4단계는 토르플 최고단계로 그 인증서는 보유자는 러시아 원어민의 수준과 가까운 자유자재의 러시아어 능력을 갖추고 있다는 사실을 확증해 준다. 러시아 대학의 어문학부 석사학위(диплом магистра-филолога)를 취득하기 위해서는 토르플 4단계 인증서가 필수적이며, 러시아어 부문의 교육 및 학술연구활동의 자격을 부여한다. |

## 토르플 시행 기관
- 한국토르플인증센터
- 뿌쉬낀하우스
- 계명대학교
- 러시아어 에듀랑 통역학원